# Nyemo
Nyemo Dzong, Chinees:  Nyêmo Xiàn is een arrondissement in de stadsprefectuur Lhasa in de Tibetaanse Autonome Regio, China. Het ligt ten westen van het centrum van Lhasa. In 1999 telde het arrondissement 28.886 inwoners. Het heeft een oppervlakte van 3275 km². De gemiddelde jaarlijkse temperatuur is 6 °C en jaarlijks valt er gemiddeld 400 mm neerslag. Door Nyemo loopt de nationale weg G318.